# 張昌
張 昌（ちょう しょう、? -  304年）は、中国西晋時代の反乱首領。荊州義陽郡の少数民族出身で、改名後は李辰という。

## 生涯
若くして平氏県の役人となった。その武力は抜きん出たものがあり、自ら占卜しては、自分はいずれ富貴になる身だ、と豪語していた。攻戦について論じることを好んだが、仲間からは失笑を買っていた。
301年3月、当時益州には秦州・雍州からの流民で溢れかえっており、朝廷は彼らへ故郷へ戻るよう通達し、張昌に命じて流民達を監督させた。
303年、李流が乱を起こして益州に侵攻すると、張昌は半年間にわたって世間から姿を消し、この間に数千人と徒党を組んだ。張昌は軍旗を盗み出し、朝廷の命と偽って李流討伐の名目で兵を集めた。荊州では壬午詔書が発布され、武勇に覚えのある者は益州にいる李流討伐に向かうよう命じられた。この時の兵団は「壬午兵」と呼ばれた。天下が八王の乱で混乱に陥って以来、多くの術者が帝王が江東に興るであろうと預言していたので、人々はこの遠征が逆方向に当たることから乗り気でなかった。張昌はこの空気を察知すると、百姓を虚言で惑わして西征に向かわせないようにした。そこで新たに詔書が発せられ、軍を速やかに益州へ赴くよう命じた。そして、5日間にわたって足を止めた者は太守を罷免すると発表された。そのため、郡県の官長はみな自ら出ざるを得なくなり、進軍の速度も上げていったが、反発する者が多く、やがて遠くない所で進軍は停止し、略奪に手を染める者も現れた。この年、江夏は大豊作であったため、流民数千人の食をまかなうことが出来た。
張昌は安陸県の石岩山に拠点を構え、各地の流民や労役から逃れてきた者の多くが張昌の下に寄り集まってきた。ここで張昌は、姓名を李辰と変えた。江夏郡太守の弓欽が討伐軍を出したが、張昌に返り討ちにされた。この事もあって、張昌の勢力は日に日に増大していき、遂に郡を向こうに相対することが出来るまでになった。弓欽自ら迎撃に出たが、またも返り討ちにされたため、家族を引き連れて武昌へと逃亡した。司馬歆は、騎督の靳満に張昌を攻撃させた。両軍は隨郡の西で戦ったが、靳満も敗走させられた。張昌は靳満軍の器杖を鹵獲すると、江夏に拠点を構えて府庫を手中にした。
この時期、張昌は「聖人が現れ、民百姓を導くであろう」 との妖言を広めた。山都県吏の丘沈を江夏へ招き入れ、張昌は丘沈を聖人であるとして、車服を調えて丘沈を自ら出迎えた。そして、丘沈の名前を劉尼と改めさせると、漢王朝の後継者と称させて天子に担ぎ上げた。百官を設けると、張昌は自ら相国に就いて、張昌の兄の張味を車騎将軍に、弟の張放を広武将軍に任命して、兵を統率させた。石岩山中に宮殿を造営すると、岩上に竹で織った鳥形の物体を作らせ、五綵の衣を羽織らせると、その近くに肉を置いて多くの鳥が集まるように仕組んだ。この工作が実り、山中に多くの鳥が群れ集まったので、鳳皇が舞い降りたと詐言した。また、珠袍、玉璽、鉄券、金鼓が自然に現れたとも流言した。そして赦書を下して、神鳳と建元した。祭祀や服色は漢の故事に基づいて依拠した。募兵に応じない者がいると、一族皆殺しにした。また「江水と淮水以南ではみな反逆を図り、官軍が大挙して至り、彼らは尽く誅討された」 と流言を広げた。これによって、群小の賊が互いに扇動し合ったため、人民は不安に陥った。江水の賊は一斉に蜂起して、牙旗を立て鼓角を鳴らして張昌に呼応した。10日の間に兵は3万に膨れ上がった。みな深紅の帽子を被り、馬の尾で髯を作った。
朝廷は詔を下し、監軍の華宏を派遣して張昌を討伐させたが、障山で返り討ちに遭った。江夏や義陽の士民は張昌に従ったが、江安県令の王傴、秀才の呂蕤は頑として従わなかった。そこで張昌は、三公の位をもって2人を召し出そうとしたが、王傴と呂蕤は張昌に悟られないよう密かに宗室を引き連れて北の汝南へと逃亡を図り、豫州刺史の劉喬の下へと身を寄せた。期思県令の李権、常安県令の呉鳳、孝廉の呉暢らは義士を呼び集め、5百家余りをまとめると、王傴らの後を追い、張昌の謀逆に組しなかった。
司馬歆が 「妖賊の張昌、劉尼は愚かにも神聖を称し、犬羊が如き万計を用い絳頭に毛面の格好で挑刀走戟しております。私だけではその鋒に当たることが出来ません。そこで諸軍に勅して、三道より義民の救援に当たることを求めます。」 と上言した。そこで朝廷は、屯騎校尉の劉喬を豫州刺史に、寧朔将軍劉弘を荊州刺史にそれぞれ任じ、河間王司馬顒に命じて雍州刺史劉沈に1万の州兵を与えて出兵させ、さらに西府で徴発した5000の兵を藍田関より出兵させるよう命じた。司馬顒は詔に従わず、劉沈は自ら州兵を率いて藍田に至るも、司馬顒に兵をはく奪された。劉喬は汝南に本陣を構えると、防御体勢を整えた。また、前将軍の趙驤は精兵8千を率いて、平南将軍の羊伊と共に宛の守備に当たった。
張昌は将軍の黄林を大都督に任命すると、兵2万を与えて豫州へと差し向けた。張昌の前軍の李宮が汝水の住民から略奪をしようとしていたので、劉喬は将軍の李楊に迎え撃たせ李宮を撃退した。黄林が東の弋陽に攻め込むと、弋陽郡太守の梁桓は城の守りを厳重にして抵抗する構えを見せた。張昌は一方で将軍の馬武に武昌を攻撃させると、馬武は武昌郡太守を斬り殺し、張昌は武昌の兵を吸収した。
6月、西の宛城を包囲すると、趙驤の軍を撃ち破り羊伊の首級を挙げた。そのまま襄陽に進攻すると司馬歆を斬り殺した。
7月、襄陽攻略に失敗した張昌は軍を分けると、石冰に東の江州、揚州の二州を攻撃させた。石冰は最初に揚州に攻め込み、揚州刺史の陳徽を撃ち破ると諸郡も全て陥落させた。続いて江州も攻め破った。張昌は各所に守長を置いた。この時、荊州、江州、徐州、揚州、豫州の五州の境内は、張昌の勢いに恐怖を抱き付き従う事を選択した。また、将軍の陳貞、陳蘭、張甫を武陵、零陵、豫章、武昌、長沙に進攻させると、陳貞はその全て陥落させた。臨淮の封雲は、兵を挙げると徐州に侵攻して石冰に呼応した。このようにして、張昌は勢力範囲を五州に広げ、州牧や太守を立てたが、そのほとんどが盗賊か小人の輩で、禁制は無く略奪を仕事としているような連中であった。そのため徐々に人民の支持を失っていった。
詔を下し、寧朔将軍・領南蛮校尉の劉弘に宛城の統治を任せた。劉弘は、司馬の陶侃、参軍の蒯桓、皮初に兵を与えて、竟陵にいる張昌を攻めさせた。劉喬も、将軍の李楊、督護の尹奉に兵を与えて江夏に配置した。張昌は陶侃軍と連日にわたって死闘を繰り広げたが、遂に支え切れず撃ち破られた。降兵は万を数えた。張昌は下儁山へと逃亡した。
304年8月、張昌は荊州兵に捕えられ処刑され、その首は京師に晒された。徒党も三族皆殺しにされた。